# Maera simile
Maera simile är en kräftdjursart som beskrevs av Stout 1913. Maera simile ingår i släktet Maera och familjen Melitidae. Inga underarter finns listade i Catalogue of Life.